# Erepsia babiloniae
Erepsia babiloniae är en isörtsväxtart som beskrevs av S. Liede. Erepsia babiloniae ingår i släktet Erepsia och familjen isörtsväxter. Inga underarter finns listade i Catalogue of Life.